# Trebišnjica
La Trebišnjica est une rivière qui s'écoule en Bosnie-Herzégovine, au Monténégro et en Croatie. Il s'agit d'une rivière partiellement souterraine avec au total 89 km en sous-sol sur un total de 187 km. 

## Cours supérieur
La rivière prend sa source en Bosnie dans une région karstique composée de roches calcaires. À cet endroit, la rivière forme un système complexe de cours d'eau souterrains et à ciel ouvert. Les eaux proviennent de la réunion de deux cours d'eau en provenance des montagnes Lebršnik et Čemerno  qui font partie des Alpes dinariques.
- le premier cours d'eau, dénommé Mušnica, passe par le Gatačko Polje, se jette dans le lac de Klinje et traverse les localités de Avtovac, Gacko, Srđevići, Bašići, Drugovići, Kula et Branilovići avant de disparaître sous terre au niveau du Cerničko Polje.

- le second cours d'eau, dénommé Gračanica, qui vient du Čemerno, rejoint la Mušnica près de la localité de Srđevići.

La rivière réapparait ensuite au Fatničko Polje sous le nom de Fatnička reka avant de disparaître à nouveau.

## Cours moyen

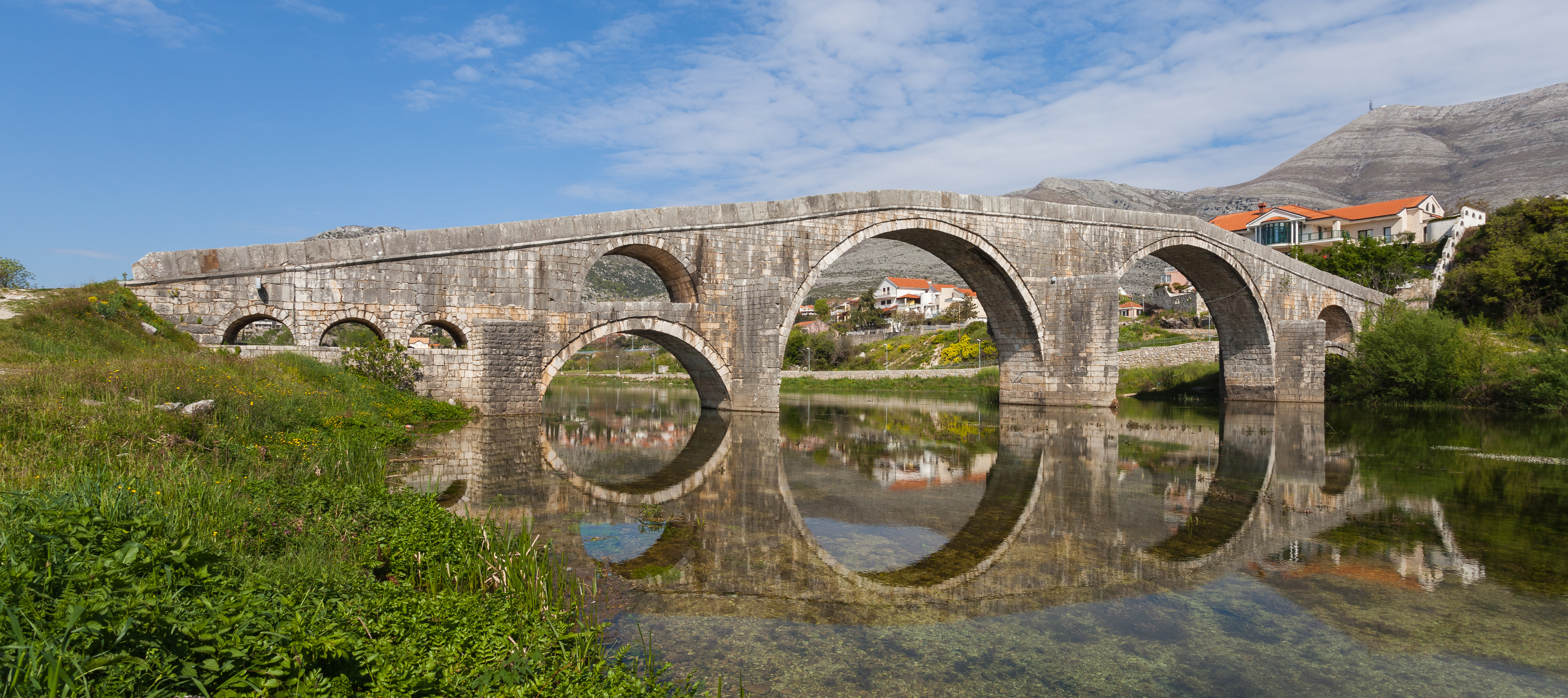
Le pont d'Arslanagić, pont ottoman construit en 1574 sur l'ordre du Grand Vizir Sokollu Mehmed Pacha.

Après 30 km en souterrain, la rivière réapparait sous la forme de différentes sources à proximité de la localité de Bileća. L'ensemble de ces eaux forment la Trebišnjica. Il s'agit de la plus grande rivière de l'est de l'Herzégovine. La rivière se dirige vers le sud, suivant la dépression de Miruša où elle passe par un barrage construit en 1966 près du hameau de Gornje Grnčarevo. De ce fait toute la dépression de Miruša est depuis inondée, formant le lac de Bileća (également appelé lac de Bilećko Jezero). Une grande partie de la côte est du lac est conjointe à la frontière du Monténégro.
La Trebišnjica se dirige alors vers l'ouest où elle rencontre à nouveau un barrage près du village de Gorica à environ 3 km en amont de Trebinje. Elle longe le versant sud de la montagne Bjelašnica avant de replonger sous terre au niveau du poljé de Popovo.

## Cours inférieur

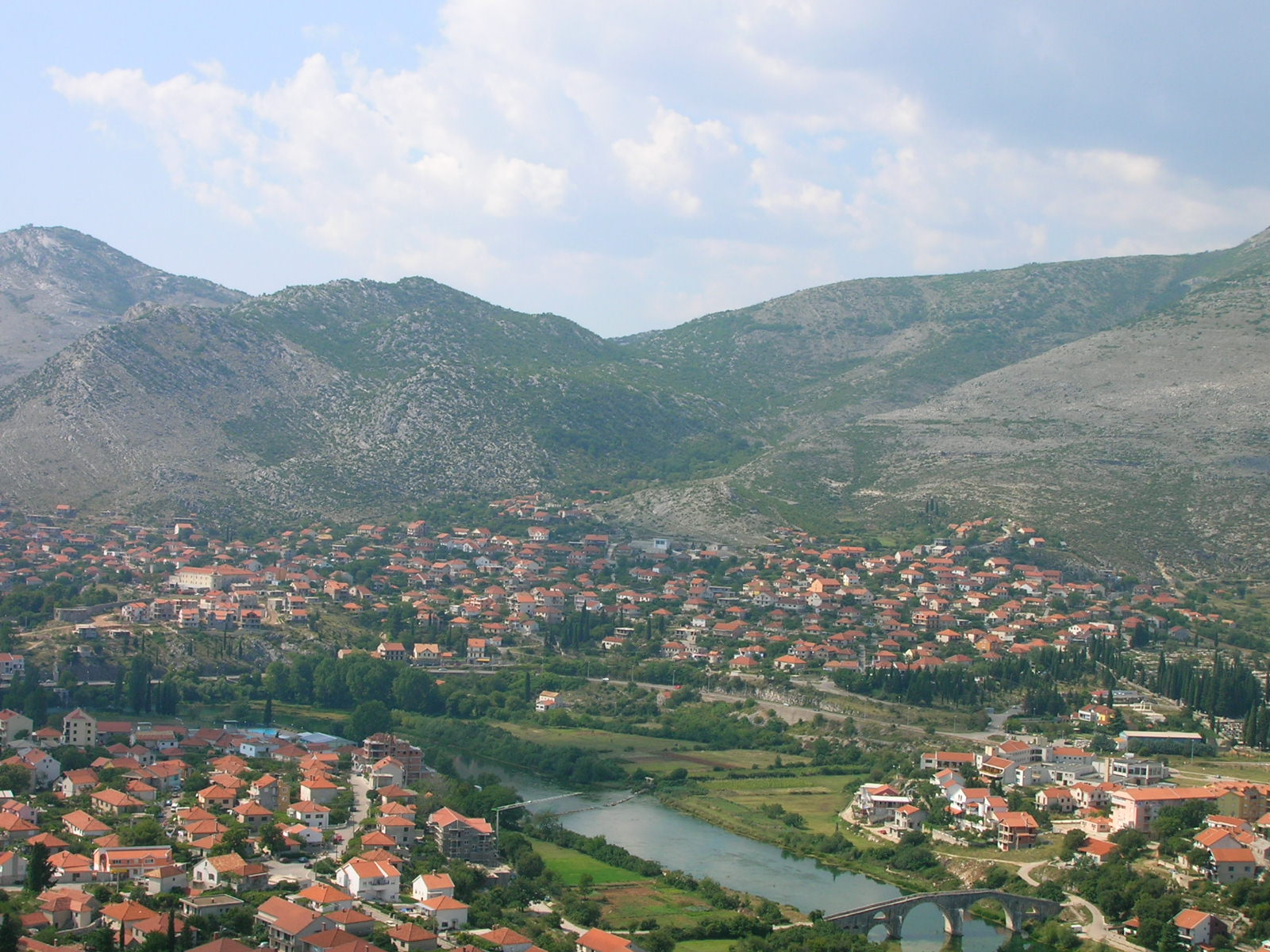
Rivière à Trebinje.

Les eaux de la rivière réapparaissent à trois endroits différents:
- La source Čapljina qui se jette dans la rivière Neretva;
- Plusieurs sources près du port de Slano au nord-ouest de Dubrovnik en Croatie;
- La Trebšinjica à proprement parler qui réapparait dans la grotte de Gruž près de Dubrovnik. La rivière est nommée à cet endroit rivière Ombla  ou Umbla ou Dubrovačka rijeka qui signifie « Rivière de Dubrovnik ». Elle ne fait que 4,2 km de long mais dispose d'un débit moyen de 24 m3/s. La rivière se jette alors dans la mer Adriatique.

L’entièreté du bassin de la rivière Trebšnjica à une superficie de 4 926 km2 dont 600 km2 appartenant au bassin de la Neretva. Le bassin du cours moyen de la rivière, le plus long, fait quant à lui 2 225 km2.

## Potentiel hydroélectrique
Grâce à son débit important et à la configuration géographique de la région, la Trebšinjica dispose d’un important potentiel hydroélectrique. Ce potentiel est exploité en différents endroits grâce à la construction de barrages. En 1965, un barrage fut construit au niveau du village de Gorica. L’eau du lac est envoyée par deux canalisations parallèles de 16 km de long vers la Croatie où une centrale électrique a été construite à proximité de la mer Adriatique. En 1967, un autre barrage, formant le lac Bileća (33 km2, altitude de 400 m, profondeur de 104 m, pour un volume total de 1,3 million de m³) a été construit avec une nouvelle centrale électrique. Les deux centrales réunies ont une puissance électrique de 422 MW.
En 1979, une nouvelle centrale électrique (Čapljina) a été créée avec deux réservoirs de 12,5 millions de m³. Sa puissance est de 430 MW. Pour éviter que de l’eau ne s’écoule dans des cavités souterraines au lieu de passer par la centrale, le lit du réservoir de retenue a été bétonné sur  67 km.